# Soleidae
Famille
Les Soleidae forment une famille de poissons majoritairement marins de l'ordre des Pleuronectiformes (poissons plats). Ils se répartissent, selon les sources, en 30 à 32, genres et 180, espèces. Les espèces de cette famille sont généralement appelées soles.
Ce sont des poissons benthiques, vivant à faible profondeur (généralement moins de 200 mètres, mais certaines espèces peuvent être observées jusqu'à 400 mètres de profondeur). La plupart des espèces sont marines (toutes les espèces des genres Pegusa, Solea, Austroglossus, etc.), d'autres vivent en eau douce ou saumâtre. Les espèces marines se trouvent dans l'Atlantique est, l'océan Indien et le Pacifique ouest, tandis que les espèces d'eau douce et saumâtre vivent en Afrique (Dagetichthys lakdoensis dans le bassin de la Benoué au Cameroun), en Asie du Sud-Est (les espèces du genre Achiroides peuvent notamment être observées dans le Mékong) et en Océanie (Synaptura salinarum est endémique d'Australie).
Les larves sont pélagiques.

## Liste des genres
Selon WoRMS:
- Achiroides Bleeker, 1851
- Aesopia Kaup, 1858
- Aseraggodes Kaup, 1858
- Austroglossus Regan, 1920
- Barbourichthys Chabanaud, 1934
- Barnardichthys Chabanaud, 1927
- Bathysolea Roule, 1916
- Brachirus Swainson, 1839
- Buglossidium Chabanaud, 1930
- Dagetichthys Stauch & Blanc, 1964
- Dexillus Chabanaud, 1930
- Dicologlossa Chabanaud, 1927 -- dont Dicologlossa cuneata, le céteau
- Heteromycteris Kaup, 1858
- Leptachirus Randall, 2007
- Liachirus Günther, 1862
- Microchirus Bonaparte, 1833
- Monochirus Rafinesque, 1814
- Paradicula Whitley, 1931
- Pardachirus Günther, 1862
- Pegusa Günther, 1862
- Phyllichthys McCulloch, 1916
- Pseudaesopia Chabanaud, 1934
- Rendahlia Chabanaud, 1930
- Rhinosolea Fowler, 1946
- Solea Quensel, 1806 -- soles
- Soleichthys Bleeker, 1860
- Synaptura Cantor, 1849[8]
- Synapturichthys Chabanaud, 1927
- Synclidopus Chabanaud, 1943
- Typhlachirus Hardenberg, 1931
- Vanstraelenia Chabanaud, 1950
- Zebrias Jordan & Snyder, 1900

## Galerie

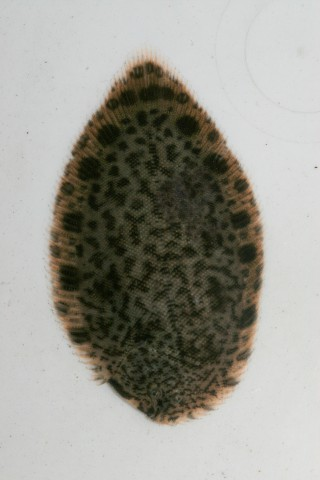
Achiroides melanorhynchus.
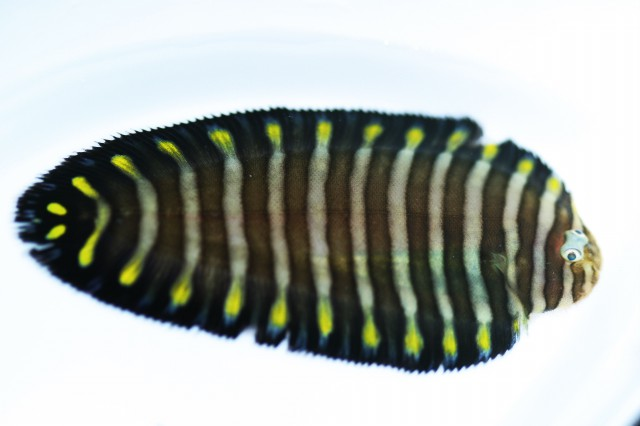
Aesopia cornuta.
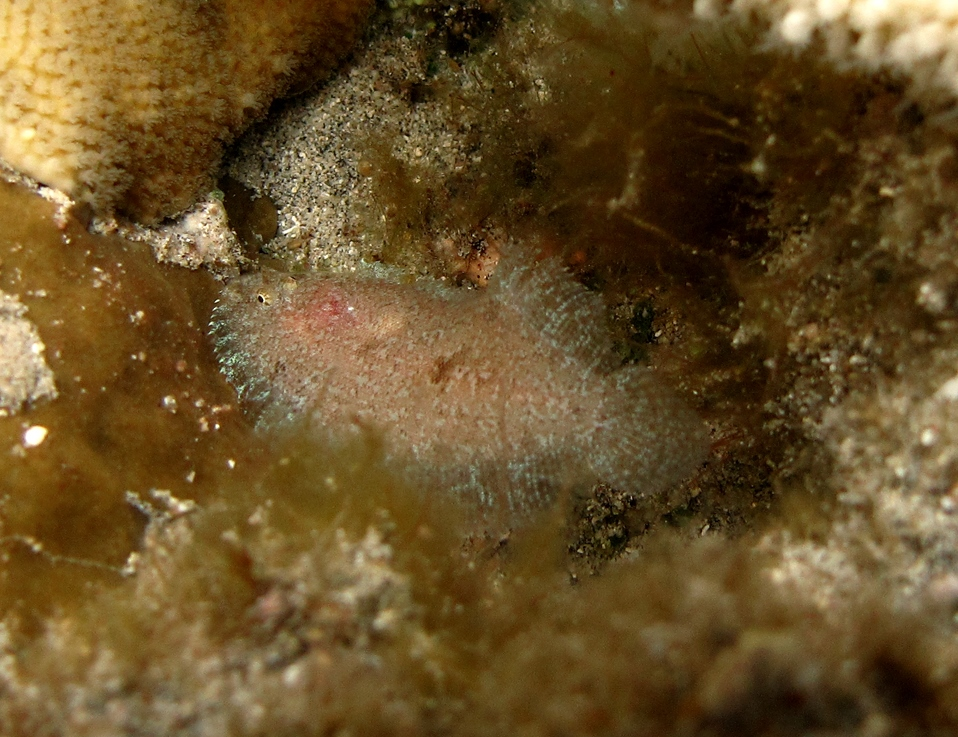
Aseraggodes diringeri.
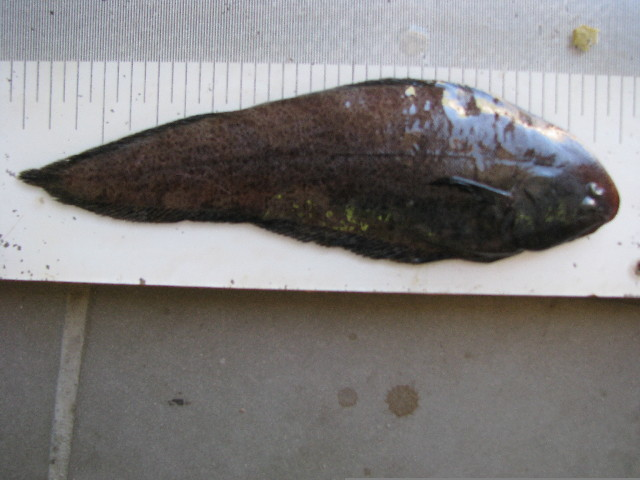
Austroglossus microlepis.
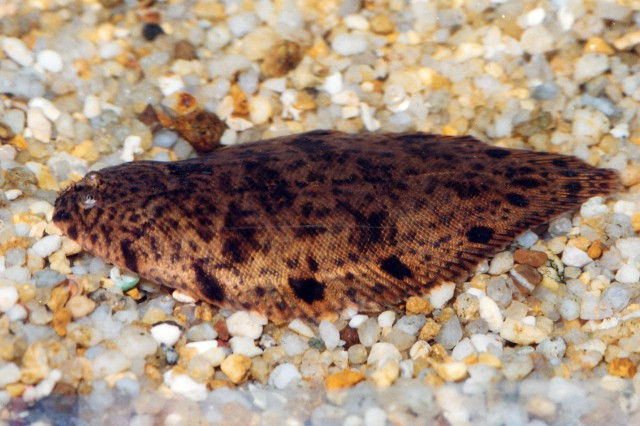
Brachirus orientalis.
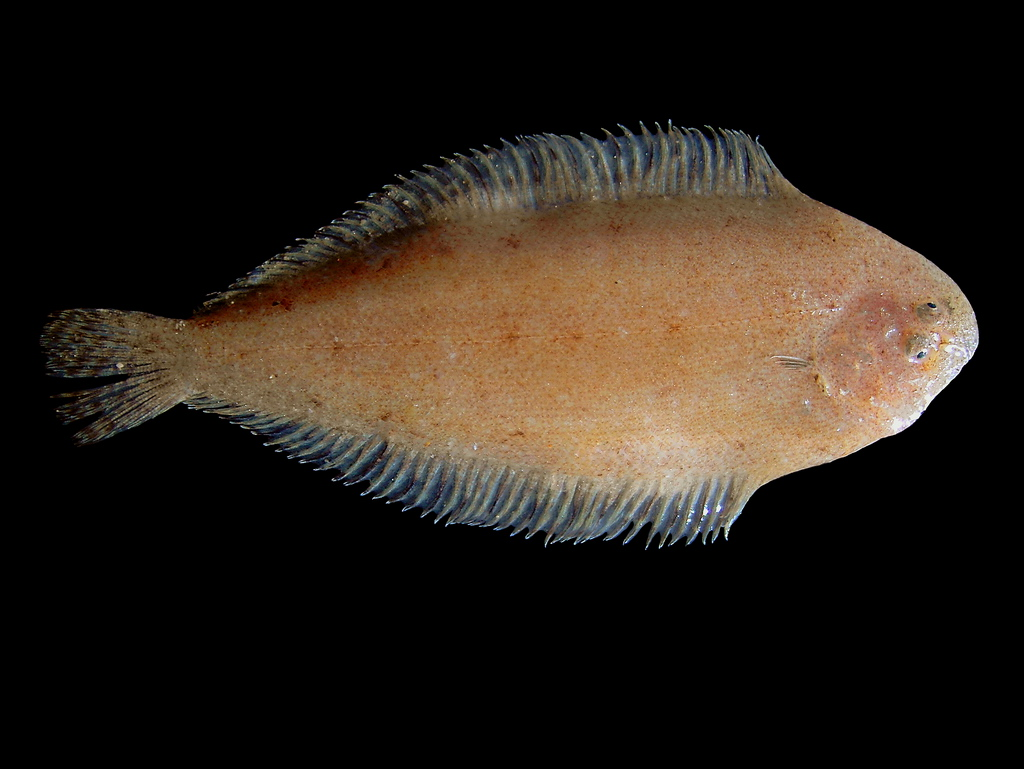
Buglossidium luteum.
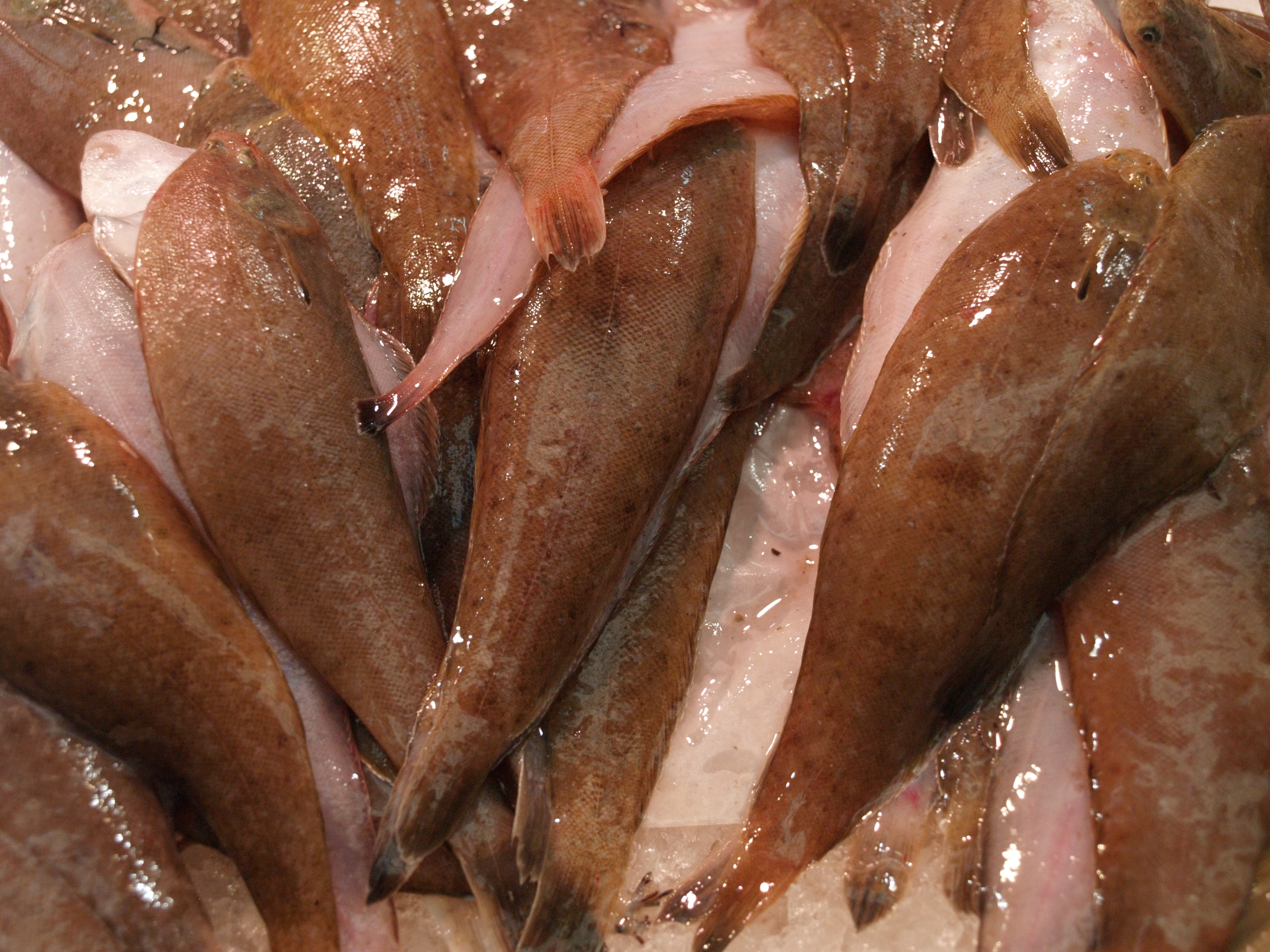
Dicologlossa cuneata.
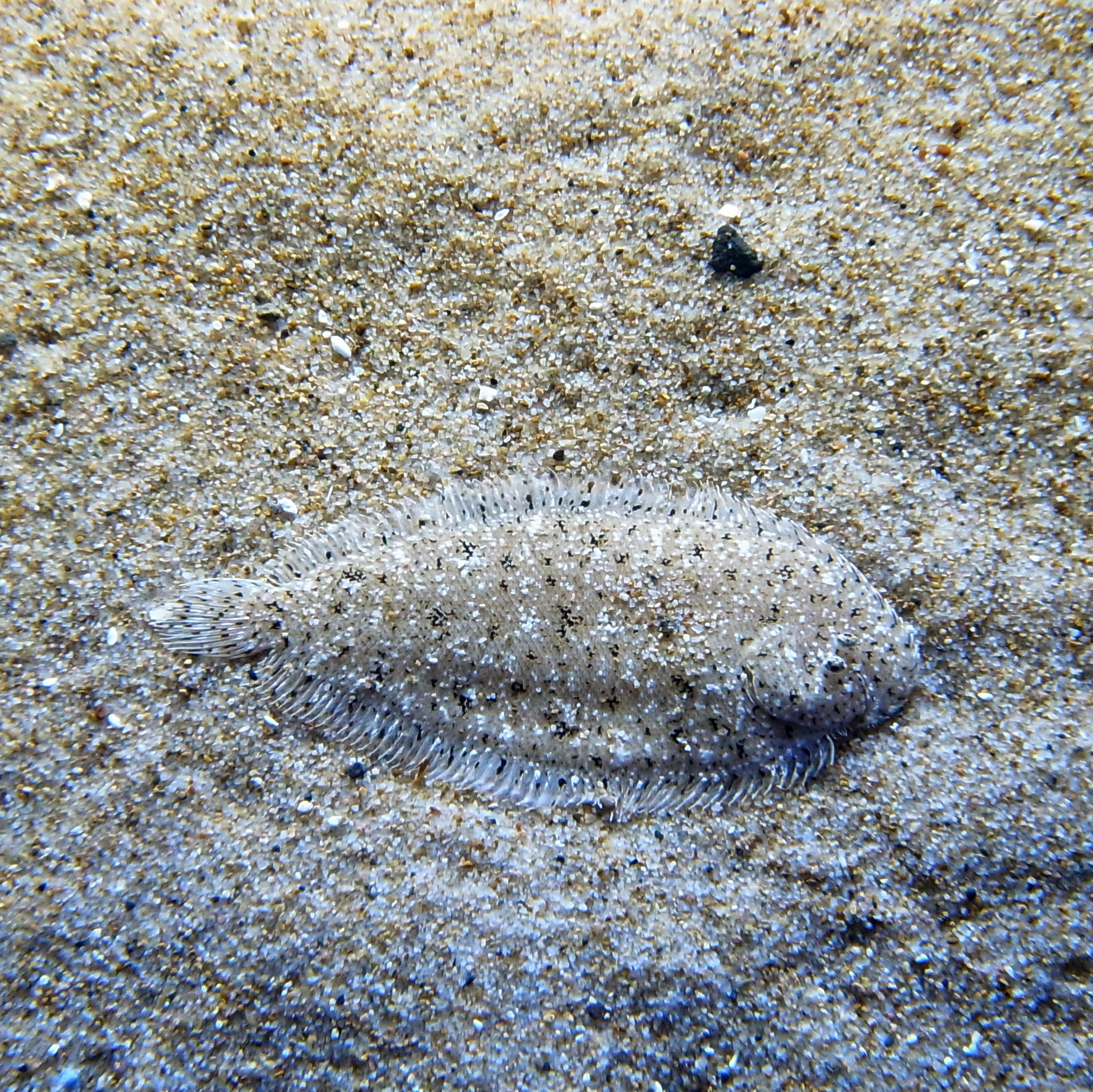
Heteromycteris japonica.
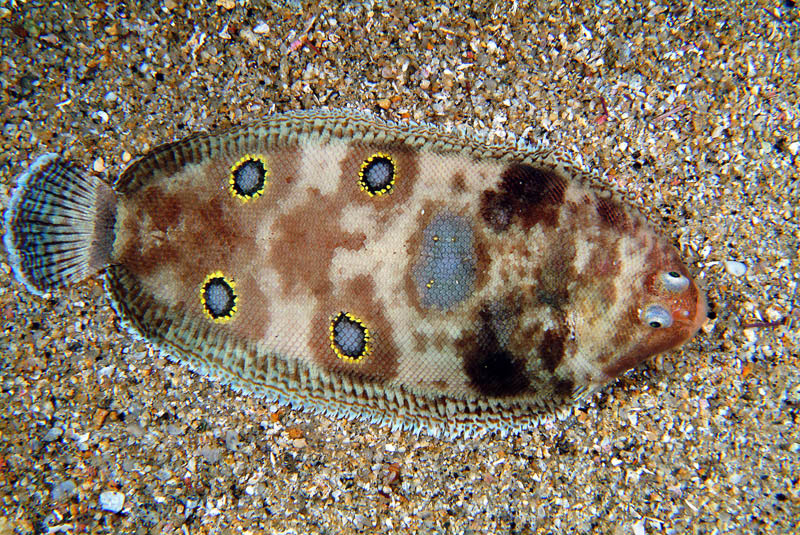
Microchirus ocellatus.
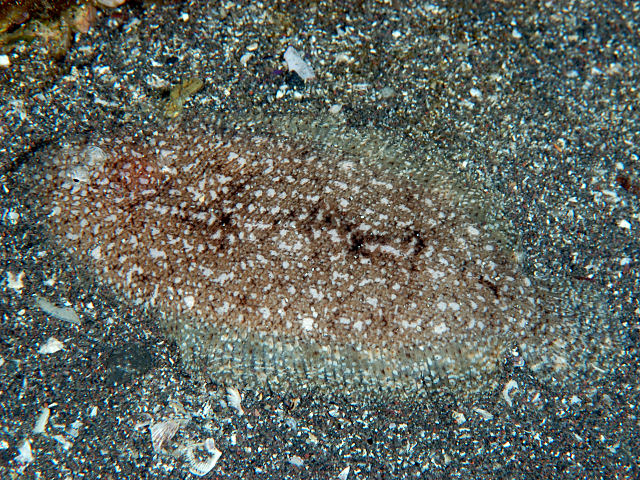
Parachirus sp.
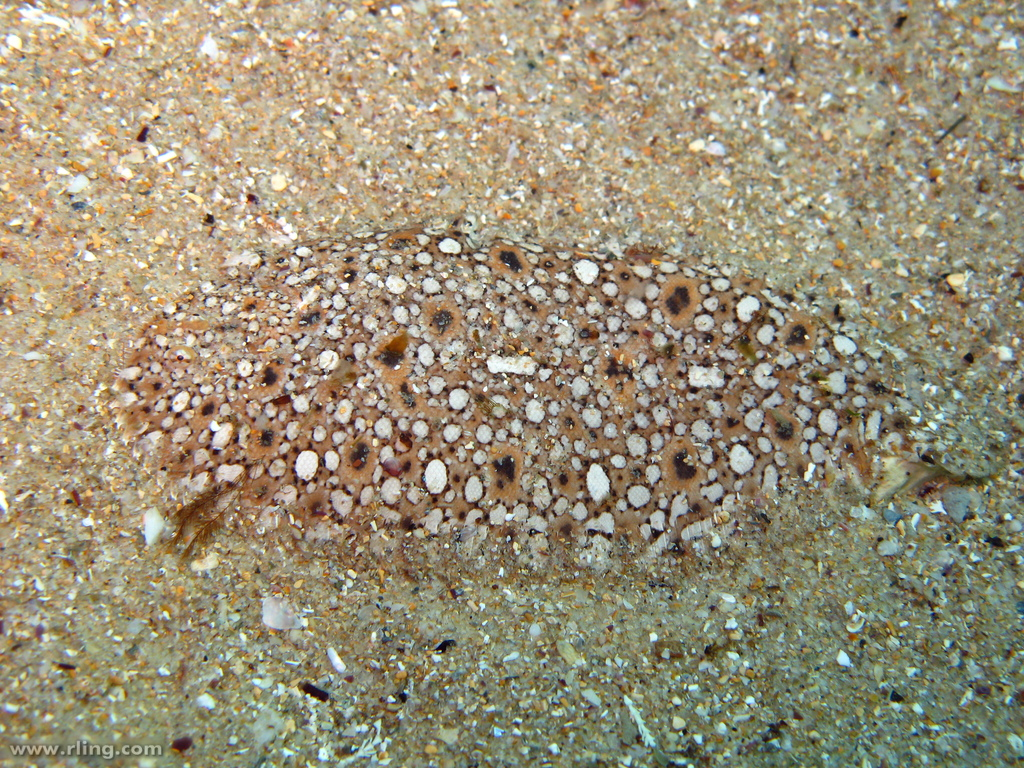
Pardachirus hedleyi.
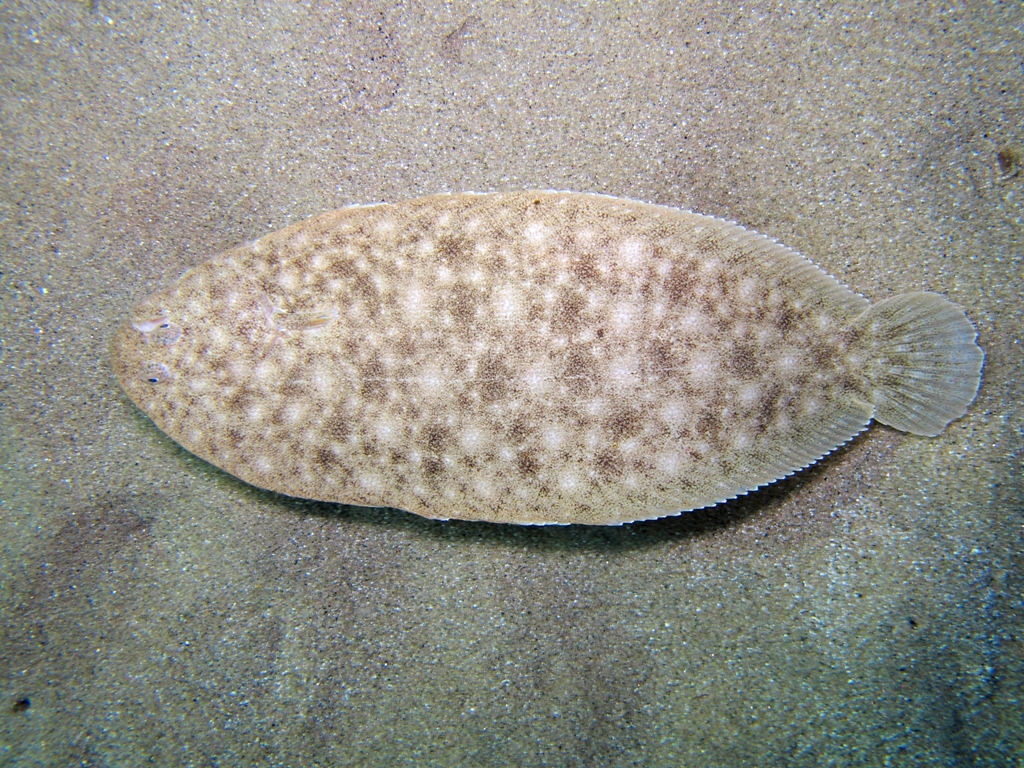
Pegusa nasuta.
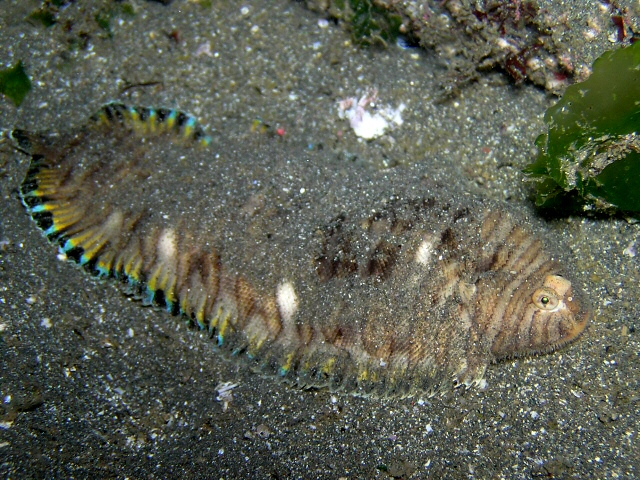
seudaesopia japonica.
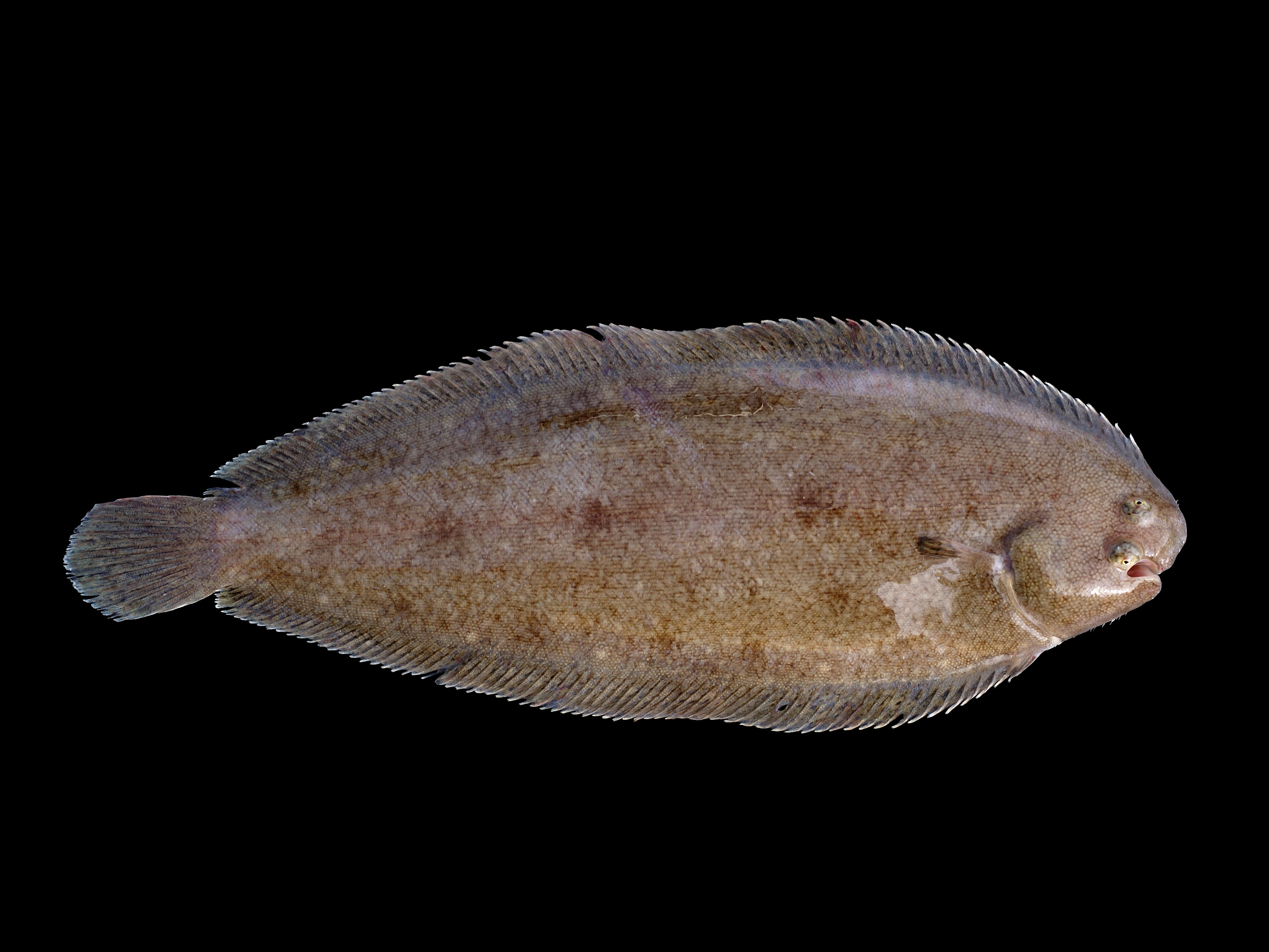
Solea solea.
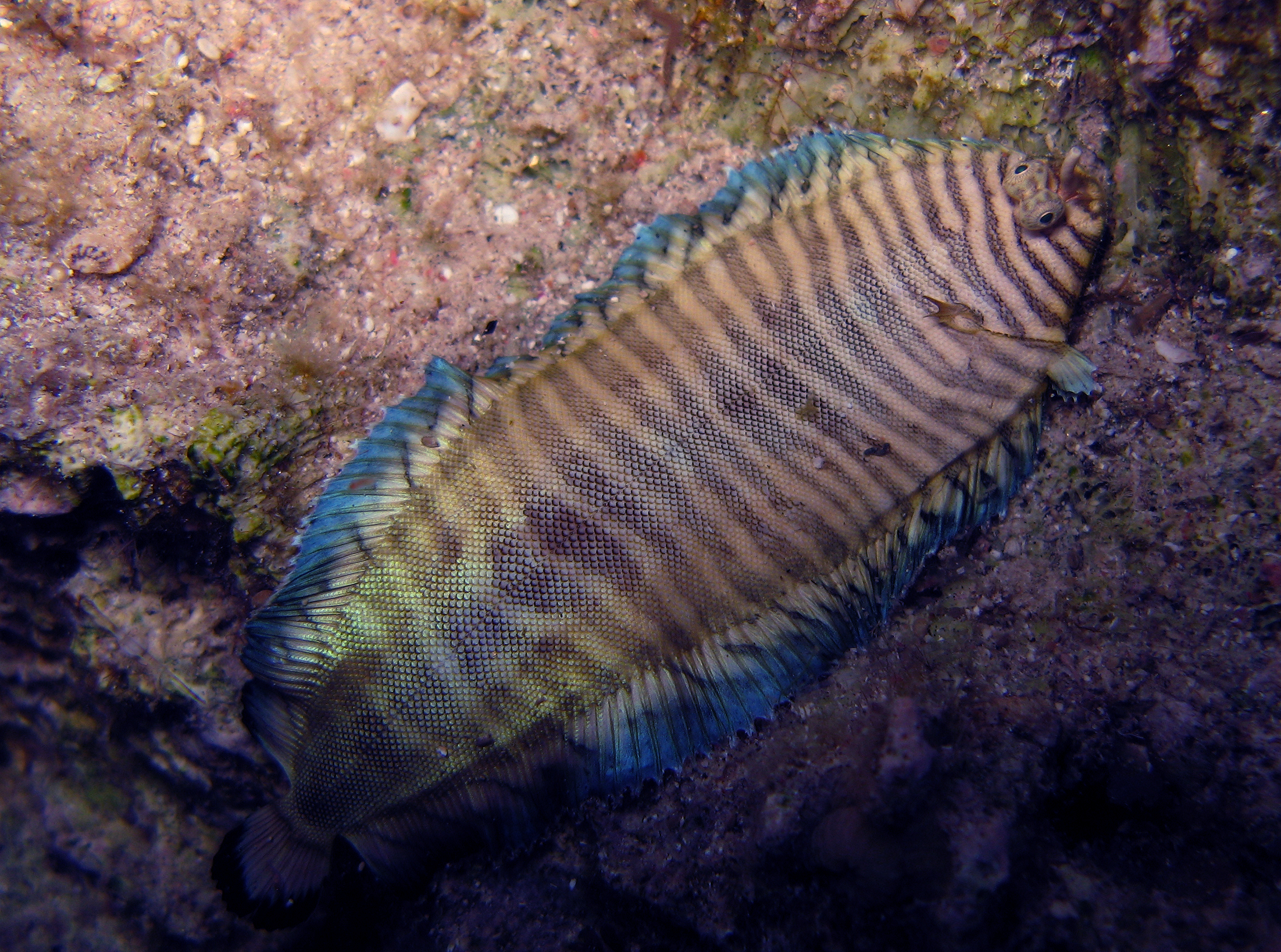
Soleichthys heterorhinos.
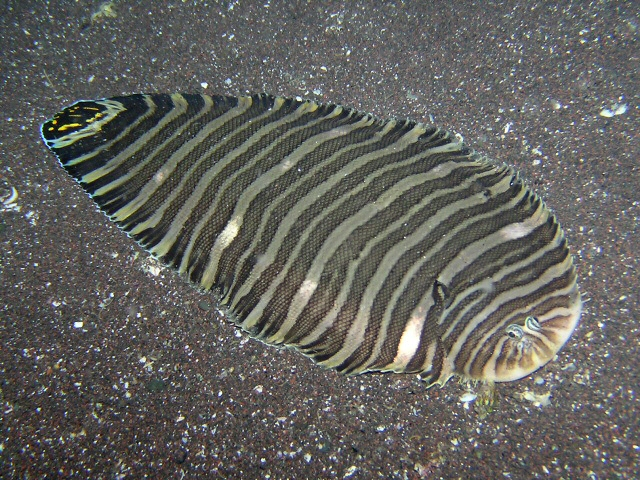
Zebrias zebra.

## Liste des espèces
- Achiroides leucorhynchos Bleeker, 1851
- Achiroides melanorhynchus (Bleeker, 1851)
- Aesopia cornuta Kaup, 1858 – Unicorn sole.
- Aseraggodes bahamondei Randall & Meléndez, 1987
- Aseraggodes borehami Randall, 1996
- Aseraggodes cyaneus (Alcock, 1890)
- Aseraggodes dubius Weber, 1913
- Aseraggodes filiger Weber, 1913
- Aseraggodes guttulatus Kaup, 1858
- Aseraggodes haackeanus (Steindachner, 1883) – Southern sole
- Aseraggodes herrei Seale, 1940 – Herre's sole
- Aseraggodes holcomi Randall, 2002
- Aseraggodes kaianus (Günther, 1880)
- Aseraggodes klunzingeri (Weber, 1907) – Tailed sole
- Aseraggodes kobensis (Steindachner, 1896)
- Aseraggodes macleayanus (Ramsay, 1881) – Narrowbanded sole
- Aseraggodes melanostictus (Peters, 1877) – Mottled sole
- Aseraggodes microlepidotus Weber, 1913
- Aseraggodes normani Chabanaud, 1930
- Aseraggodes ocellatus Weed, 1961
- Aseraggodes persimilis (Günther, 1909) – Ocellated sole
- Aseraggodes ramsayi (Ogilby, 1889)
- Aseraggodes sinusarabici Chabanaud, 1931
- Aseraggodes smithi Woods, 1966 – Smith's sole.
- Aseraggodes texturatus Weber, 1913
- Aseraggodes therese Randall, 1996
- Aseraggodes whitakeri Woods, 1966 – Whitaker's sole.
- Austroglossus microlepis (Bleeker, 1863) – West coast sole.
- Austroglossus pectoralis (Kaup, 1858) – Mud sole.
- Bathysolea lactea Roule, 1916
- Bathysolea lagarderae Quéro & Desoutter, 1990
- Bathysolea polli (Chabanaud, 1950)
- Bathysolea profundicola (Vaillant, 1888) – Deepwater sole
- Brachirus aenea (Smith, 1931)
- Brachirus annularis Fowler, 1934 – Annular sole
- Brachirus aspilos (Bleeker, 1852)
- Brachirus dicholepis (Peters, 1877)
- Brachirus elongatus (Pellegrin & Chevey, 1940) – Mekong blind sole
- Brachirus harmandi (Sauvage, 1878)
- Brachirus heterolepis (Bleeker, 1856)
- Brachirus macrolepis (Bleeker, 1858)
- Brachirus muelleri (Steindachner, 1879) – Tufted sole
- Brachirus orientalis (Bloch & Schneider, 1801) – Oriental sole
- Brachirus pan (Hamilton, 1822) Pan sole
- Brachirus panoides (Bleeker, 1851)
- Brachirus siamensis (Sauvage, 1878)
- Brachirus sorsogonensis (Evermann & Seale, 1907)
- Brachirus swinhonis (Steindachner, 1867)
- Buglossidium luteum (Risso, 1810) – Petite sole jaune, Solenette
- Dagetichthys lakdoensis Stauch & Blanc, 1964
- Dicologlossa cuneata (Moreau, 1881) – Céteau, Wedge sole
- Dicologlossa hexophthalma (Bennett, 1831) – Ocellated wedge sole
- Heteromycteris capensis Kaup, 1858 – Cape sole
- Heteromycteris hartzfeldii (Bleeker, 1853) – Hook-nosed sole
- Heteromycteris japonicus (Temminck & Schlegel, 1846) – Bamboo sole.
- Heteromycteris matsubarai Ochiai, 1963
- Heteromycteris oculus (Alcock, 1889) – Eyed sole
- Heteromycteris proboscideus (Chabanaud, 1925) – True sole
- Liachirus melanospilos (Bleeker, 1854)
- Liachirus whitleyi Chabanaud, 1950
- Microchirus azevia (Brito Capello, 1867)
- Microchirus boscanion (Chabanaud, 1926) – Lusitanian sole
- Microchirus frechkopi Chabanaud, 1952 – Frechkop's sole
- Microchirus ocellatus (Linnaeus, 1758) – Sole ocellée, Foureyed sole
- Microchirus theophila (Risso, 1810) – Bastard sole
- Microchirus variegatus (Donovan, 1808) – Sole perdrix ou sole panachée, Thickback sole
- Microchirus wittei Chabanaud, 1950 Banded sole
- Monochirus hispidus Rafinesque, 1814 – Sole velue, Whiskered sole
- Monochirus trichodactylus (Linnaeus, 1758)
- Parachirus diringeri Quéro, 1997
- Parachirus xenicus Matsubara & Ochiai, 1963 – Dwarf sole
- Paradicula setifer (Paradice, 1927)
- Pardachirus balius Randall & Mee, 1994 – Piebald sole
- Pardachirus hedleyi Ogilby, 1916 – Southern peacock sole
- Pardachirus marmoratus (Lacepède, 1802) – Finless sole
- Pardachirus morrowi (Chabanaud, 1954) – Persian carpet sole
- Pardachirus pavoninus (Lacepède, 1802) – Peacock sole
- Pardachirus poropterus (Bleeker, 1851) – Estuary sole
- Pegusa cadenati Chabanaud, 1954 – Cadenat's sole
- Pegusa impar (Bennett, 1831) – Adriatic sole
- Pegusa lascaris (Risso, 1810) – Sole verrue ou sole pole, Sand sole
- Pegusa triophthalma (Bleeker, 1863) Cyclope sole
- Phyllichthys punctatus McCulloch, 1916 – Spotted sole
- Phyllichthys sclerolepis (Macleay, 1878)
- Phyllichthys sejunctus Whitley, 1935
- Rendahlia jaubertensis (Rendahl, 1921)
- Rhinosolea microlepidota Fowler, 1946
- Solea aegyptiaca Chabanaud, 1927) – Egyptian sole
- Solea bleekeri Boulenger, 1898 – Blackhand sole
- Solea capensis Gilchrist, 1902
- Solea elongata Day, 1877 – Elongate sole
- Solea fulvomarginata Gilchrist, 1904
- Solea heinii Steindachner, 1903
- Solea humilis Cantor, 1849
- Solea ovata Richardson, 1846 – Ovate sole
- Solea senegalensis Kaup, 1858 – Senegalese sole
- Solea solea (Linnaeus, 1758) – Sole commune, Common sole
- Solea stanalandi Randall & McCarthy, 1989 – Stanaland's sole
- Soleichthys heterorhinos (Bleeker, 1856)
- Soleichthys microcephalus (Günther, 1862) – Small-head sole
- Soleichthys siammakuti Wongratana, 1975
- Soleichthys tubifera (Peters, 1876)
- Strabozebrias cancellatus (McCulloch, 1916) – Harrowed sole
- Synaptura albomaculata Kaup, 1858 – Kaup's sole
- Synaptura cadenati Chabanaud, 1948 – Guinean sole
- Synaptura commersonnii (Lacepède, 1802) – Commerson's sole
- Synaptura lusitanica lusitanica Brito Capello, 1868 – Portuguese sole
- Synaptura lusitanica nigromaculata Pellegrin, 1905
- Synaptura marginata Boulenger, 1900 – White-margined sole
- Synaptura megalepidoura (Fowler, 1934)
- Synaptura (Achlyopa) nigra Macleay, 1880 – Black sole
- Synaptura salinarum (Ogilby, 1910) – Saltpan sole
- Synaptura selheimi Macleay, 1882 – Selheim's sole
- Synaptura villosa Weber, 1907 – Velvety sole
- Sole tachetéeSynapturichthys kleinii (Risso, 1827) Klein's sole
- Typhlachirus caecus Hardenberg, 1931
- Vanstraelenia chirophthalmus (Regan, 1915 African solenette
- Zebrias altipinnis (Alcock, 1890)
- Zebrias annandalei Talwar & Chakrapany, 1967
- Zebrias captivus Randall, 1995 Convict zebra sole
- Zebrias craticula (McCulloch, 1916) Wicker work sole
- Zebrias crossolepis Zheng & Chang, 1965
- Zebrias fasciatus (Basilewsky, 1855)
- Zebrias japonica (Bleeker, 1860) – Wavyband sole
- Zebrias keralensis Joglekar, 1976
- Zebrias lucapensis Seigel & Adamson, 1985
- Zebrias maculosus Oommen, 1977
- Zebrias munroi (Whitley, 1966)
- Zebrias penescalaris Gomon, 1987 – Duskybanded sole
- Zebrias quagga (Kaup, 1858) – Fringefin zebra sole
- Zebrias regani (Gilchrist, 1906) – South African zebra sole
- Zebrias scalaris Gomon, 1987 – Many-band sole
- Zebrias synapturoides (Jenkins, 1910) – Indian zebra sole
- Zebrias zebra (Bloch, 1787) – Zebra sole
- Zebrias zebrinus (Temminck & Schlegel, 1846)